# Мечко-Миш
„Мечко-Миш“ (на френски: Ernest et Célestine) е френско-белгийско-люксембургски детски анимационен филм от 2012 година на режисьорите Стефан Обие, Венсан Патар и Бенжамен Ренер по сценарий на Даниел Пенак, базиран на поредицата книги на „Ернест и Селестин“ на белгийската писателка и илюстраторка Габриел Венсан.
В центъра на сюжета с двама аутсайдери – малка мишка от сиропиталище, принуждавана да учи за зъболекар, и възрастен мечок без постоянна работа и посока в живота – които завързват неочаквано приятелство и се опитват да преодолеят взаимните предубеждения между враждуващите раси на мишки и мечки.
„Мечко-Миш“ е номиниран за „Оскар“ за пълнометражен анимационен филм и става първият анимационен филм, получил награда „Магрит“ за най-добър филм.